# Premios MiM Series
Los Premios MiM Series son televisivos españoles, creados en el mes de noviembre por la Asociación cultural de Madridimagen con carácter anual para reconocer el mérito y calidad de las producciones televisivas españolas. La primera gala de entrega se celebró el 30 de noviembre de 2013.

## Preparación
La organización presenta su Selección MiM que el comité organizador considera más destacadas entre las series emitidas esa temporada. Partiendo de esa selección, en una segunda fase se anuncian los candidatos/as finalistas de cada categoría, que competirán por llevarse uno de los 10 MiM que premian los trabajos más destacados en drama, comedia, telepelícula o miniseries y series diarias, incluyendo guion, dirección y las interpretaciones femenina y masculina en las categorías de drama y comedia.
Finalmente, serán decididos, en cada edición, por un jurado compuesto por acreditados profesionales.

## Requisitos
Para competir en estos galardones, las series de televisión, miniseries o Telepelícula tienen que cumplir: Haber sido estrenadas durante el trascurso de la temporada televisiva anterior a la entrega y que haya habido pases para la prensa previos a su estreno comercial.

## Categorías
Se dividen en dos grupos: 

### Categorías Generales
- Premio DAMA a la mejor serie dramática.
- Premio DAMA a la mejor serie de comedia.
- Premio DAMA a la mejor miniserie o telepelícula.
- Premio DAMA a la mejor serie diaria (Desde la VII edición).
- Premio MIM a la mejor interpretación femenina de drama (Desde la III edición).
- Premio MIM a la mejor interpretación femenina de comedia (Desde la III edición).
- Premio MIM a la mejor interpretación masculina de drama (Desde la III edición).
- Premio MIM a la mejor interpretación masculina de comedia (Desde la III edición).
- Premio MIM a la mejor dirección.
- Premio MIM a la mejor guion (Desde la III edición).

#### Antiguas Categorías
- Premio Mejor Creación.
- Premio Mejor Interpretación Masculina.
- Premio Mejor Interpretación Femenina.

### Categorías Especiales
- PREMIO ESPECIAL a la Contribución Artística en la Ficción Televisiva (como reconocimiento a la trayectoria).
- PREMIO NUEVO TALENTO (como reconocimiento a los rostros prometedores más jóvenes de la ficción) (Desde la V edición).

## Ediciones
| Años                                                 |
| 2013· 2014· 2015· 2016· 2017· 2018· 2019· 2020· 2021 |

## El Festival

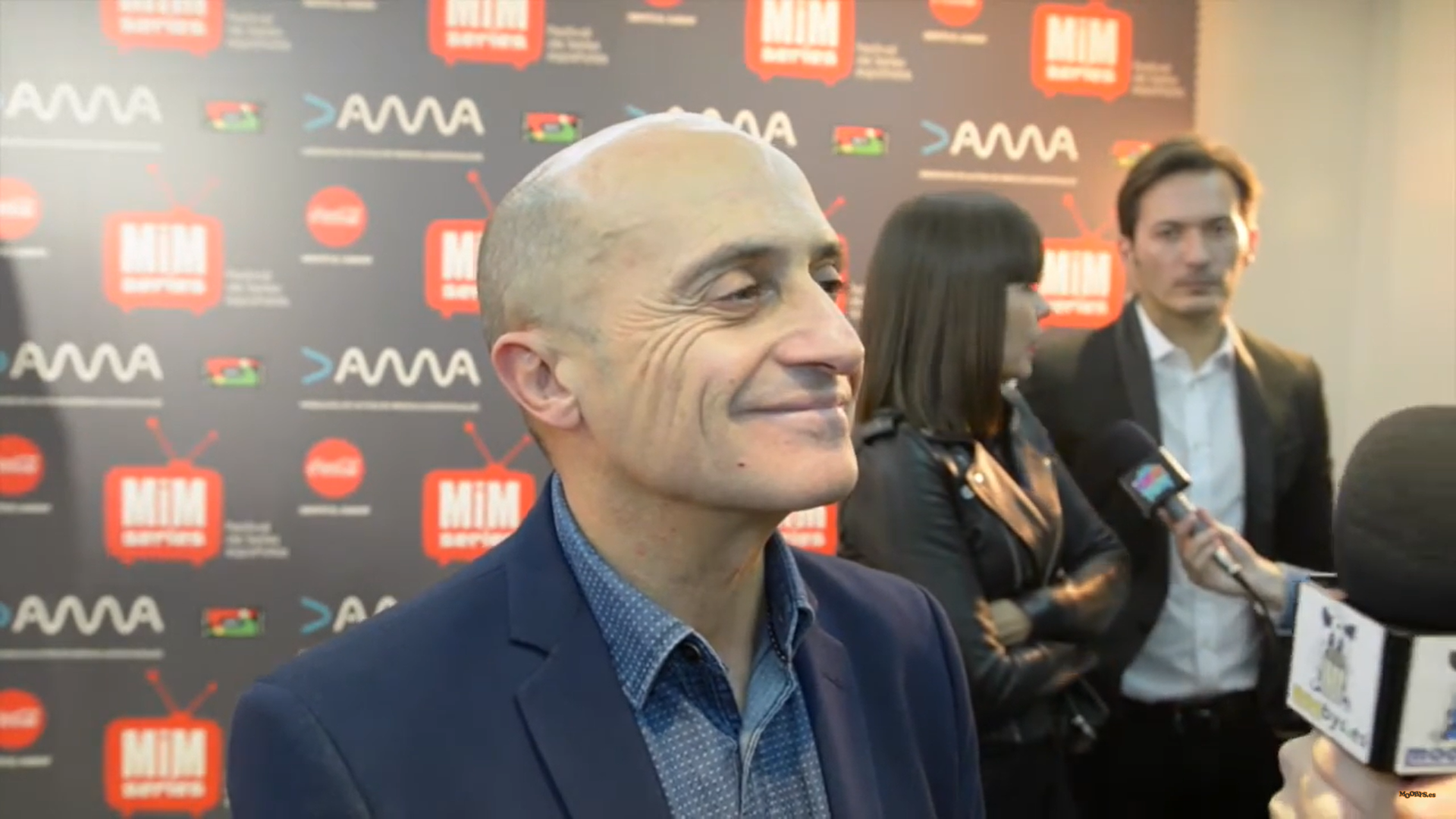
Pepe Viyuela ganador mejor actor comedia en los Premios MIM 2016.

Se celebra (no competitivo) en torno a cuatro-cinco días donde la prensa tiene la oportunidad de descubrir en primicia, los capítulos de arranque de las producciones que saltarán a las pantallas de cada cadena con la llegada del año nuevo.
Nace con el objetivo de celebración, junto a los amantes de la ficción televisiva, la buena salud de nuestras series, descubriendo las novedades que las principales cadenas han preparado para los meses venideros y reconociendo los mejores trabajos de la temporada que ya se han convertido en una referencia dentro de la industria.

## Estadísticas

### Series

#### Con más nominaciones
21 nominaciones
- La que se avecina (4 premios)

12 nominaciones
- Allí abajo (4 premios)

9 nominaciones
- Vis a vis (2 premios)

8 nominaciones
- El príncipe (1 premio)

7 nominaciones
- El ministerio del tiempo (3 premios)

6 nominaciones
- Hierro (2 premios)
- La casa de papel (1 premio)

5 nominaciones
- Patria (2 premios)
- Mar de plástico (2 premios)
- Águila Roja (1 premio)
- Velvet (1 premio)
- Antidisturbios (4 premios)
- Maricón perdido (1 premio)

### Intérpretes

#### Actores más nominados
2 nominaciones
- Santi Millán
- Unax Ugalde
- Miguel Ángel Silvestre

#### Actrices más nominadas
3 nominaciones
- Paula Echevarría

2 nominaciones
- Candela Peña (2 Premios)
- Eva Isanta (1 Premio)
- Adriana Ugarte (1 Premio)
- Inma Cuesta
- Blanca Suárez
- María León
- Miren Ibarguren
- Malena Alterio
- Carmen Maura
- Macarena Gómez
- Alba Flores